# カール・ラーション・ゴーデン

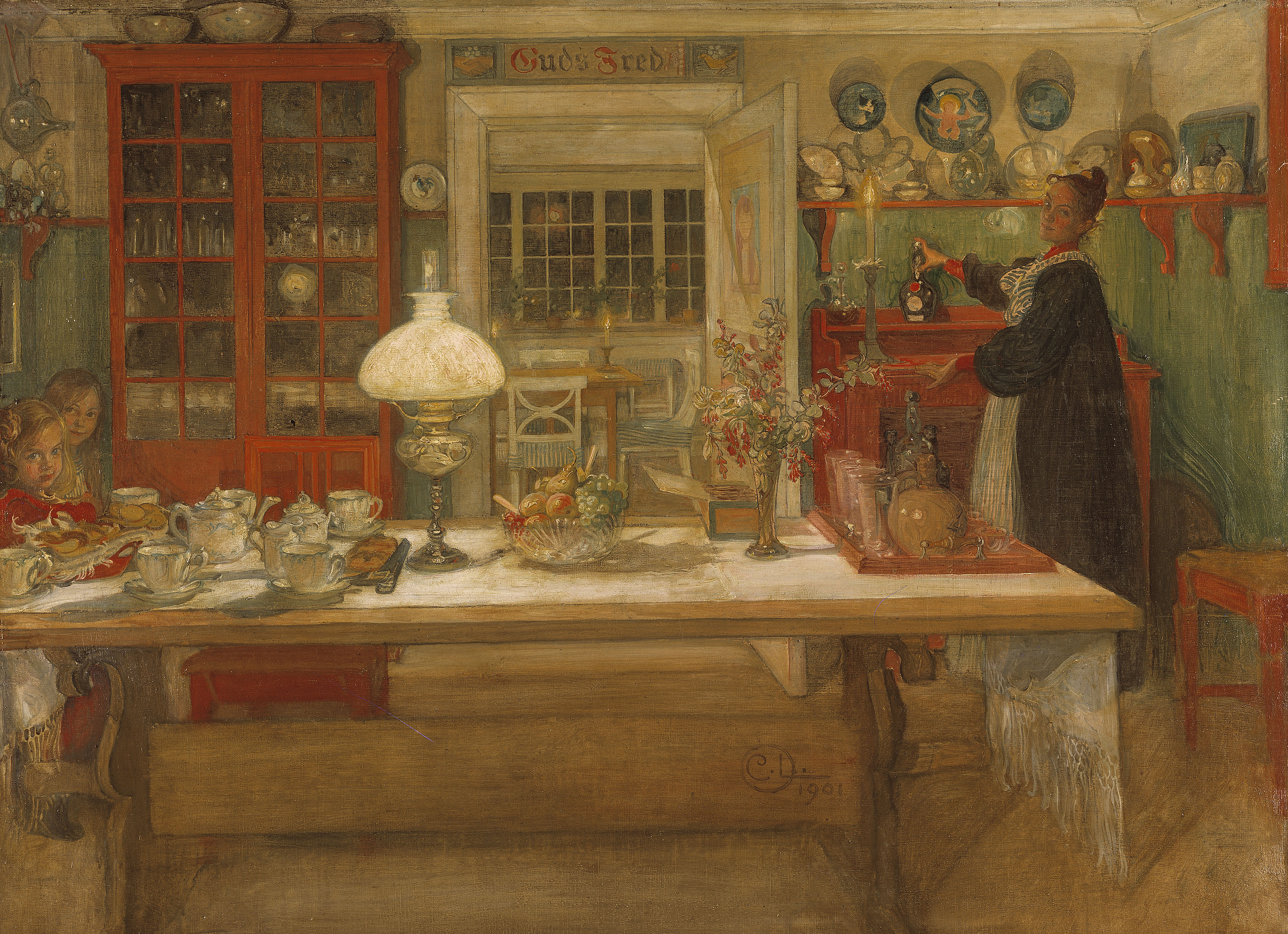
1902年に出された画集『ラーション家の人々』に収録された油絵「トランプ遊びの支度」（スウェーデン国立美術館所蔵）に描かれた、リッラ・ヒュットネースの食堂。

カール・ラーション・ゴーデン（スウェーデン語: Carl Larsson-gården。「カール・ラーション記念館」の意）は、スウェーデンの画家カール・ラーションが暮らした家「リッラ・ヒュットネース」に与えられた有名な名前である。それはスウェーデンのダーラナ地方、ファールン市の小さな町スンドボーンにある。

## リッラ・ヒュットネース

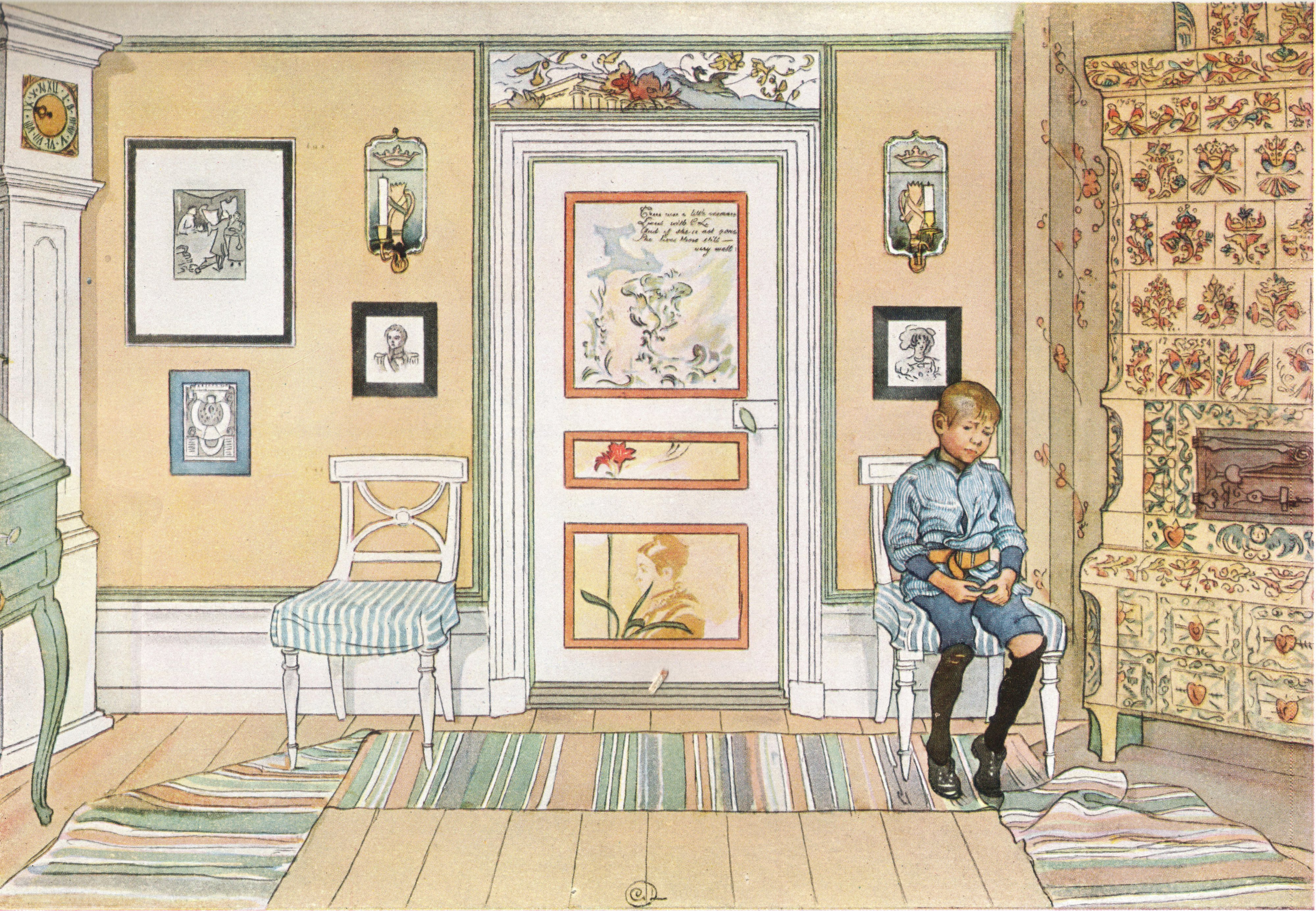
画集『わたしの家』に収録された水彩画「片隅で」。スウェーデン国立美術館所蔵。

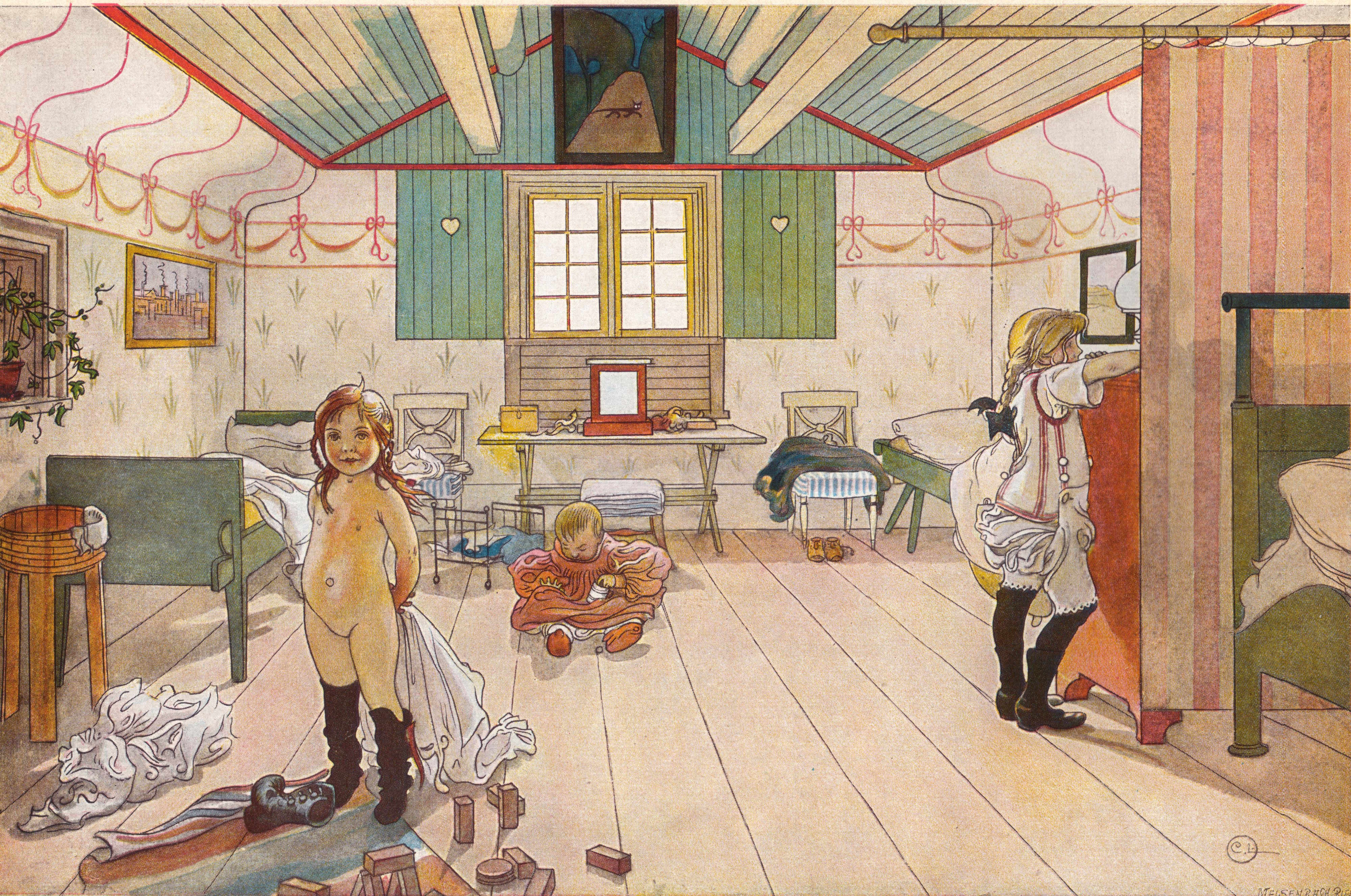
同じく水彩画「お母さんと娘たちの部屋」。同美術館所蔵。

カール・ラーションは1883年、カーリン・ベーリェーと結婚し、1888年にカーリンの父アードルフ・ベーリェーから家を土地付きで譲られた。それがリッラ・ヒュットネース（リラ・ヒュッテネース、リラ・ヒュトネスとも。スウェーデン語: Lilla Hyttnäs。「岬の小さな製錬小屋」の意）である。
ラーション夫妻が入居する前、リッラ・ヒュットネースと呼ばれていたその家は、5つの部屋のある2階建て家屋であった。その後数年にわたって家は改装され、アトリエが設けられ、後に大きなアトリエを離れ家として新築した。さらに母屋と離れ家の間に2階建ての家を建てるなど増築を重ねた。この間、屋内のインテリアも整えられていったが、家具やカーテン、タペストリーなどのデザインには、カーリンの芸術家としての才能が発揮された。しかし当初は夫カールの作品として世界中に知られ、後にカーリンの作品と認識されるようになった。
夫妻はこの家で7人の子を育てた。
1899年には、カール・ラーションはこの家での生活を題材にした絵を収めた画集『わたしの家』を出版した。
1902年にエウシェーン王子がリッラ・ヒュットネースに宿泊している。訪問の記念にとカール・ラーションは詩を添えた水彩画『スンドボーンに泊まったプリンス・エウシェーンへの目醒めのお祝い』を贈っている。絵には、リッラ・ヒュットネースにある17世紀風の客室「昔風の部屋」、フリースラント家具の扉の内側のアルコーブ（en、小部屋）内のベッドで目覚めたエウシェーンや2人の少女が描かれている。現在その絵は王子の邸宅であったヴァルデマッシュウッデ(en)記念館に所蔵されている（外部リンクも参照されたい）。

## カール・ラーション・ゴーデン

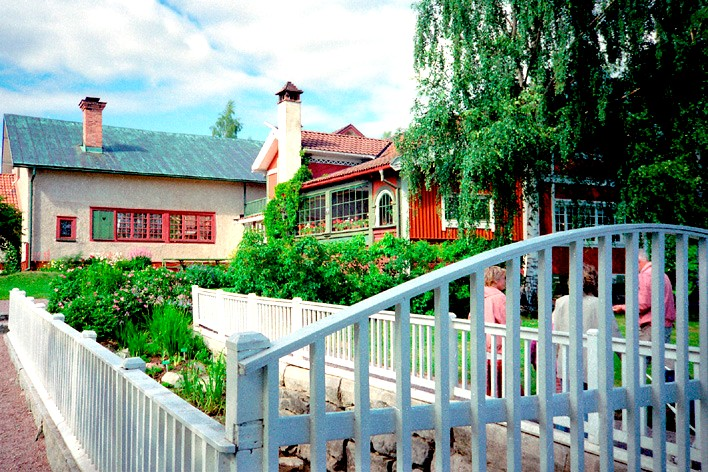
カール・ラーション・ゴーデン

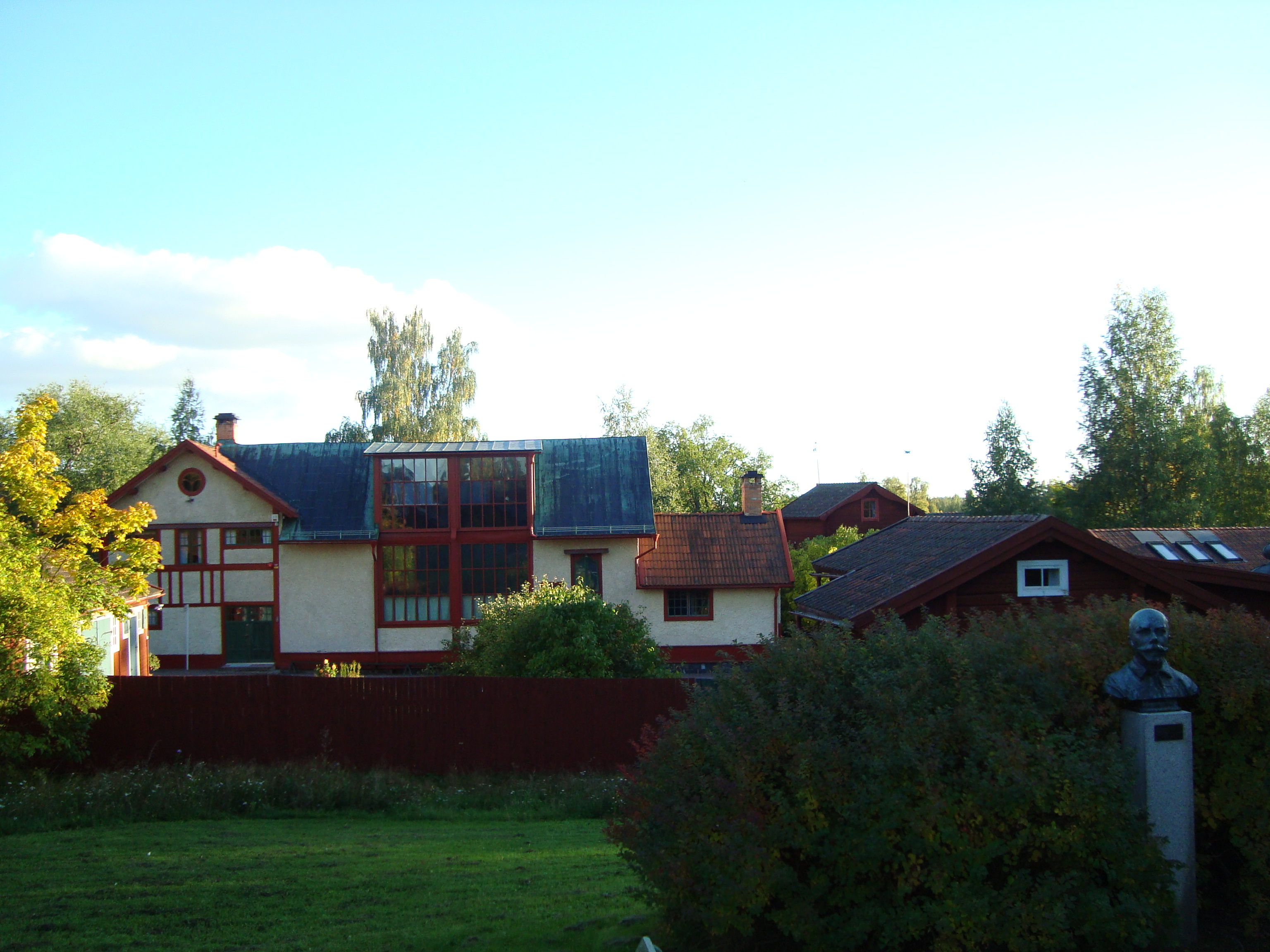
同

カールとカーリン夫妻の死後は、彼らの子孫が作った組織がリッラ・ヒュットネースを運営管理している。
ラーションが生前暮らしていた時の状態を保ちつつも生活ができるようになっており、1993年時点では、ラーションの次男の息子夫妻がこの家に住んでいる。
カール・ラーション・ゴーデンは観光名所として知られており、年間に約6万人が訪れている。
一般公開は、毎年5月1日から9月30日まで、午前10時から午後5時までとなっており、家の中も見学できる。
この記念館はまた、「カール・ラーション・ミュージアム」としても知られる。
日本美術に高い関心を持っていたラーションは、錦絵、陶磁器、日本人形といった美術工芸品を多数集めており、それらは記念館で観ることができる。